# Kaliko
Kaliko, även keliko, är en etnisk grupp i Uganda, Kongo-Kinshasa och Sydsudan, som talar ett centralsudanesiskt språk, kaliko, som är släkt med språk talade av de kulturellt närstående folken avukaya, madi, moru och lugbara. Det finns drygt 20 000 talare av keliku.